# Mecklenburger Schecken

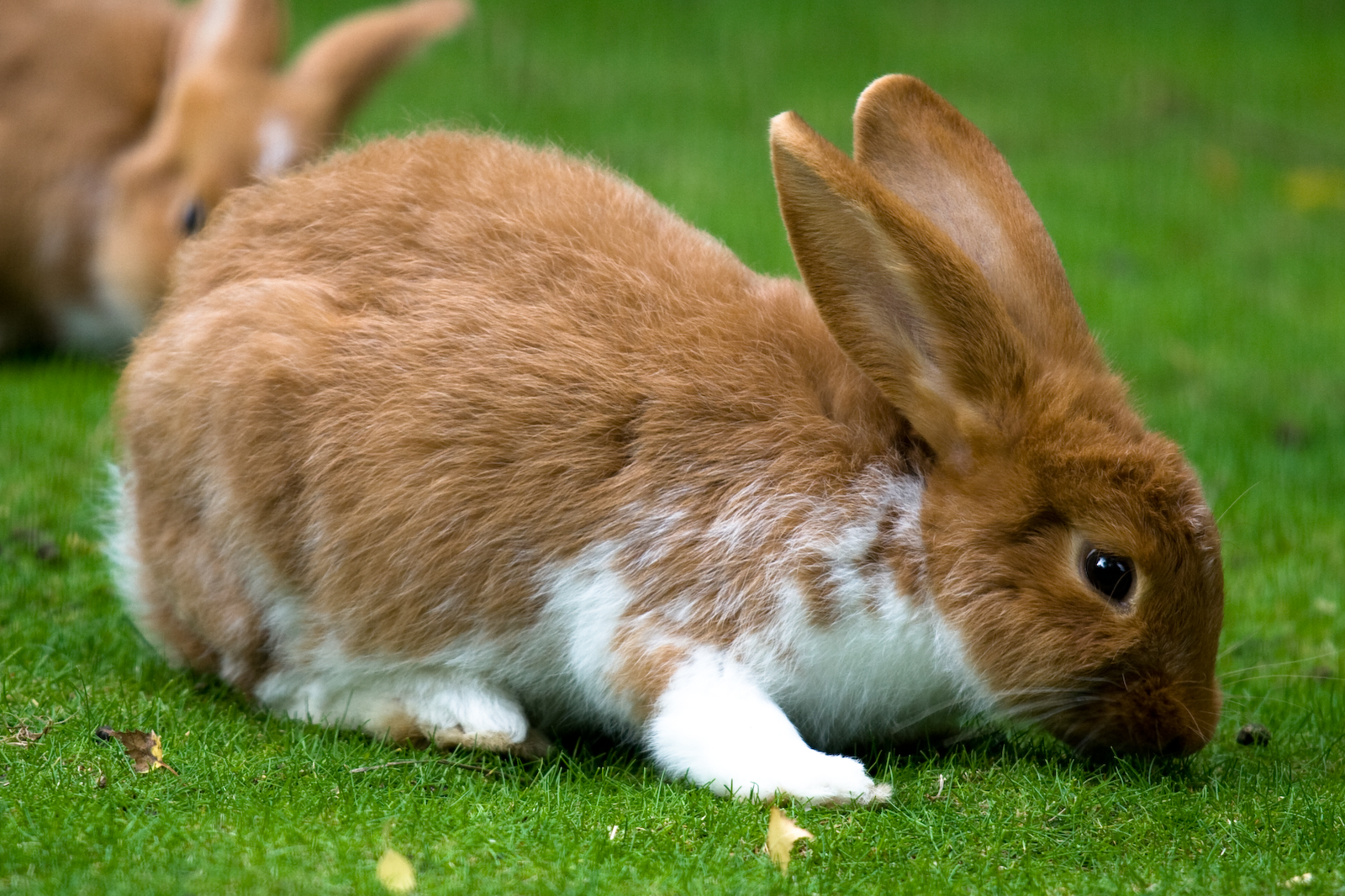
Vier Monate alte Mecklenburger Schecke

Die Mecklenburger Schecke ist eine mittelgroße Kaninchenrasse mit einem Gewicht von 4,5 bis 5,5 kg.

## Aussehen
Die Mecklenburger Schecke ist die einzige stehohrige Kaninchenrasse mit Mantelscheckung, neben den Farbenzwergen, bei denen es auch Farbenschläge mit Mantelzeichnung gibt. Der Kopf soll überwiegend in der Grundfarbe ausgefärbt sein, die Ohren sind vollständig gefärbt. Auf der Stirn soll ein weißer Stirnfleck (Blässe) vorhanden sein. Die Mantelzeichnung soll beginnend vom Genick aus den größten Teil des Rückens einnehmen und möglichst frei von weißen Flecken sein. Die Brust, Teile der Läufe und die Unterseite sind weiß. Mecklenburger Schecken sind in den Farben schwarz-weiß, blau-weiß, rot-weiß, wildfarben-weiß und dunkelgrau/eisengrau-weiß im ZDRK anerkannt. Die Mecklenburger Schecken sind spalterbig bezüglich des Punktscheckungsfaktors (k/K bzw. en/En). Dies führt bei Verpaarung typgerechter Tiere zur Aufspaltung; neben 50 % typgerechten Tieren fallen 25 % einfarbige Tiere und 25 % so genannte Weißlinge (auch „Chaplins“ genannt) an. Da der Faktor für Punktscheckung im reinerbigen Zustand (Weißling/Chaplin) mit einer verminderten Vitalität der Tiere einhergeht, ist aus Tierschutzaspekten die Verpaarung von Typschecken untereinander verboten.

## Geschichte der Rasse
Die Mecklenburger Schecke wurde seit 1973 von Rudolf Wulf aus Goldenbow in Mecklenburg herausgezüchtet. Wulf, der als Rinderzüchter arbeitete, hatte als Ziel, eine Rasse von Wirtschaftskaninchen mit der Färbung und Zeichnung der von ihm gezüchteten schwarz-bunten Rinder zu entwickeln. Als Ausgangsrassen für seine Versuche verwendete er Riesenschecken, Blaue Wiener und Alaska. Die Kreuzungstiere aus Riesenschecke und Blauen Wienern bzw. Riesenschecken und Alaska wurden dann mit schwarz-weißen, mantelgezeichneten Deutschen Widderkaninchen verpaart. Nach intensiver Selektion und wiederholter Einkreuzung von Widderkaninchen mit Mantelscheckung konnten 1980 in Wittenberge Mecklenburger Schecken erstmals gezeigt werden. Nachdem die Rasse in den „Bewertungsbestimmungen für Rassekaninchen in sozialistischen Ländern“ 1980 in den Farben schwarz und blau anerkannt wurde, züchtete Günter Vetter aus Bautzen durch Einkreuzen von Roten Neuseeländern den roten Farbenschlag. 1990 erfolgte de Aufnahme der Rasse in den Deutschen Einheitsstandard. Die Farbe dunkel-/eisengrau-weiß und wildfarben-weiß wurden 2012 im ZDRK anerkannt. Der Farbenschlag thüringerfarbig-weiß ist ab Oktober 2014 im ZDRK als Rasse anerkannt.

## Ähnliche Rassen
Die Mantelscheckung kommt ansonsten nur noch bei den Widderkaninchen vor. Seit einiger Zeit gibt es Bestrebungen, die Zwergform der Mecklenburger Schecke zu züchten. Seit Oktober 2012 sind die Farbenschläge schwarz und blau anerkannt. Offizielle Bezeichnung: Farbenzwerge, gescheckt, schwarz-weiß (Mantelzeichnung) bzw. blau-weiß.